# Joseph D. Pistone

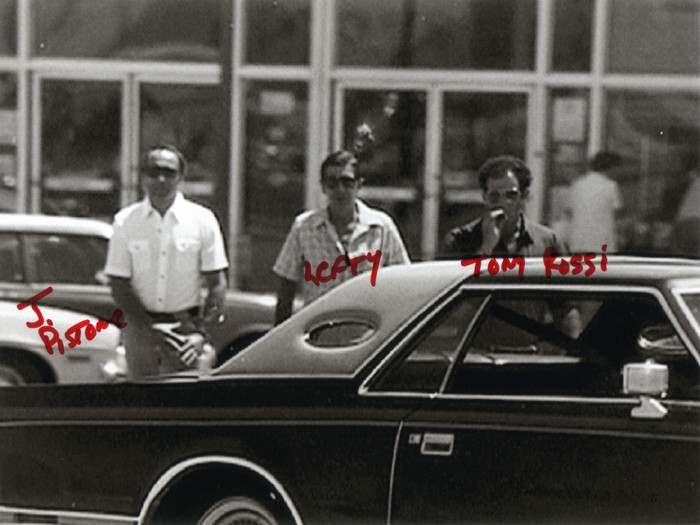
Donnie Brasco, Benjamin «Lefty» Ruggiero y Tony Rossi.

Joseph Dominick Pistone (nacido el 19 de septiembre de 1939 en Erie, Pensilvania), también conocido bajo el alias Donnie Brasco, fue un agente encubierto estadounidense del FBI que trabajó seis años infiltrado en la familia criminal Bonanno, una de las Cinco Familias de Nueva York. En diciembre de 1981 se habría convertido en miembro de la familia Bonanno si hubiera asesinado a Anthony Indelicato, hijo del capo Alphonse Indelicato. Pistone prestó juramento como agente especial del FBI en 1969, siete años antes de la infiltración.

## Inicios
Pistone creció en el barrio de Sandy Hill, en la ciudad de Paterson, Nueva Jersey. Se graduó en la Paterson State College (ahora Universidad William Paterson) en 1965, licenciándose en estudios de educación/social elementales. Tras un año trabajando como profesor en la Paterson School n.º 10, comenzó a trabajar en la Oficina de Inteligencia Naval.
Pistone se unió al FBI en 1969. Después de trabajar en una variedad de puestos, fue trasladado a Nueva York en 1974 y asignado al escuadrón de secuestros de camiones. Su capacidad para conducir camiones de dieciocho ruedas y excavadoras lo llevó a ser elegido para lo que sería su primera operación encubierta, infiltrándose en una banda de robo de vehículos y equipos pesados. Su penetración en el grupo llevó a la detención de más de treinta personas a lo largo de la costa este en febrero de 1976, descrito en su momento como uno de los más grandes, rentables y nunca antes rotos círculos de robo en los Estados Unidos. El nombre de Donald («Donnie») Brasco fue elegido para ser el alias de Pistone en su siguiente y más importante misión.

## Operación Donnie Brasco (1976-1981)
Pistone fue seleccionado para ser agente encubierto debido a que tenía ascendencia siciliana, podía hablar el siciliano y era conocido por haber crecido con la mafia en Paterson. También dijo que no transpiraba bajo presión y era consciente de los códigos de conducta y el sistema de la mafia.
Para su investigación dentro de la mafia, Pistone desarrolló una relación muy cercana con el capo de la familia Bonanno Dominick «Sonny Black» Napolitano, y era instruido en los caminos de la mafia por Benjamin «Lefty Guns» Ruggiero quien lo tomó como su protegido.
Las pruebas recogidas por Pistone condujeron a más de doscientas acusaciones y más de cien condenas a miembros de la Mafia. Las actuaciones de Pistone eran tan convincentes que, para cuando la operación finalizó, le habían propuesto hacerse un «made man» («hombre hecho», un miembro oficial de la Mafia).
La operación de Pistone terminó tras seis años, cuando Napolitano solicitó a Pistone que asesinara a Anthony Indelicato, quien antes evadió una reunión en la que resultaron asesinados su padre, Alphonse Indelicato, Phillip «Philly» Giaconne y Dominick «Big Trin» Trinchera. Pistone nunca atestiguó o estuvo implicado en el asesinato de los tres. Dos días más tarde, los agentes del FBI informaron a Napolitano y Ruggiero que su socio durante todo este tiempo era un agente especial del FBI. Al poco tiempo, Napolitano fue asesinado y sus manos cortadas por permitir que un agente del FBI se infiltrara en la familia. Tras la muerte de Napolitano, la Mafia ofreció 500.000 dólares por la cabeza de Pistone. La novia de Napolitano, Judy, más tarde contactó con Pistone y le dijo: «Donnie, siempre supe que no estabas hecho para ese mundo por como te has manejado, tienes un aire de inteligencia, ¿sabes? Sabía que eras mucho más que un ladrón. Eras un buen amigo de Sonny y de mí. Sonny no tiene ningún rencor hacia ti». Incluso después de descubrir que Pistone era un agente encubierto, Napolitano no expresó ningún rencor hacia el agente del FBI, incluso diciendo: «Realmente me encantaba ese chico».
Joe Massino, jefe de la familia Bonanno, fue declarado culpable en 2004 de ordenar que asesinaran a Napolitano por permitir la entrada de Pistone en la familia.

## Escritor
Pistone cuenta su experiencia en el libro Donnie Brasco: My Undercover Life in the Mafia (en español Donnie Brasco: Así me infiltré en la mafia) de 1987. Este libro fue básico para la creación en 1997 de la película Donnie Brasco, en la que Johnny Depp hace de Pistone/Brasco y Al Pacino de Lefty Ruggiero. Pistone revivió sus experiencias en 2004 con el nuevo libro The Way of the Wiseguy.